# Sony Xperia sola
El Sony Xperia sola (conocido también como Sony MT27i, Sony Pepper, Sony Xperia Pepper) es un teléfono inteligente de gama media fabricado por Sony, lanzado al mercado en marzo de 2012 y pertenece a la línea NXT de Xperia. Originalmente viene con Sistema Operativo Android 2.3.7 (Gingerbread)y una actualización a Android 4.0.4 (Ice Cream Sandwich). El Sony Xperia sola tiene un procesador dual-core de 1 GHz, 512 MB de memoria RAM y una pantalla táctil de 3.7" con motor Sony Mobile BRAVIA.

## Diseño
El Sony sola es un teléfono inteligente tipo barra táctil, con dimensiones de altura: 116 milímetros (4.57 in), ancho: 59 milímetros (2.32 in) y grosor: 9.9 milímetros (0.39 in), con un peso de 107 gramos (3.77 oz). Presenta los botones laterales izquierdo de bloqueo/desbloqueo y derechos de control de volumen y botón para la cámara. Viene disponible en colores rojo, blanco y negro. Su diseño es de líneas rectas con esquinas redondeadas y posee carcasa de plástico.

## Software
Originalmente el sistema operativo del Sony Xperia sola es Android 2.3.7 (Gingerbread), pero el 28 de septiembre de 2012, Sony lanzó la actualización a Android 4.0.4 (Ice Cream Sandwich). En abril de 2013 un miembro de XDA publicó una actualización no oficial a Android 4.1.2 (Jelly Bean).

### Floating touch
El Sony Xperia sola es el primer dispositivo que debuta con la tecnología Floating touch de Sony. Esta tecnología hace posible que el teléfono inteligente pueda detectar el desplazamiento del dedo a máximo 20 milímetros (0.79 in) de la pantalla, y así poder controlar algunas funciones sin necesidad de tocar la pantalla.
Con Android 2.3.7 (Gingerbread), esta tecnología se limita a los fondos de pantalla animados y el explorador, pero con la actualización a Android 4.0.4 (Ice Cream Sandwich) se ha adherido el "Modo Guante (Glove Mode)", una extensión de esta característica.
el "Modo Guante (Glove Mode)" permite al usuario controlar su teléfono inteligente usando guantes, siendo este dispositivo un buen complemento para temporada de invierno o zonas con condiciones ambientales frías.

## Hardware
Este dispositivo presenta chip de sistema ST-Ericsson NovaThor U8500 con procesador dual core a 1 GHz, procesador gráfico (GPU) Mali 400 (1 núcleo), memoria RAM de 512MB, 8 GB de almacenamiento interno (5 GB disponibles para el usuario), ranura para tarjeta de memoria microSD/microSDHC expandible hasta 32 GB, conector de audio 3.5 mm, altavoces estéreo, Sony xLoud.

### Conectividad y comunicación
- Conexión nativa USB 2.0 de alta velocidad, soporte de microUSB.
- WiFi IEEE 802.11 b/g/n frecuencia 2.4 GHz.
- Bluetooth 2.1 A2DP/EDR.
- HSPA+
- DLNA Certificado.
- NFC.
- Sincronización a través de Exchange ActiveSync y Google Sync.
- aGPS.
- Explorador web WebKit.

### Sensores
- Sensor de luz.
- Sensor de proximidad.
- Sensor acelerómetro.
- Magnetómetro.

## Pantalla
Pantalla capacitiva multitáctil, con tecnología TFT táctil de 3.7 pulgadas, resolución de 480 x 854 píxeles con una densidad de 265 ppi, y 16'777.216 colores, HD Reality Display con el motor Sony mobile BRAVIA, tecnología Floating touch, pantalla resistente a rayones.

## Cámara
Posee una cámara de 5 Mpx, 2592 x 1944 píxeles, enfoque automático, flash LED, geo-tagging, compensación de exposición, detección de rostro y sonrisa, fotos panorámicas 3D, estabilizador de imagen, zum digital de 16x. Además permite grabar video a 1280x720 (720p HD) (30 fps), autofoco continuo, luz de video.

## Batería
Este dispositivo tiene una batería estándar tipo Li-Ion de 1320 mAh no extraíble. Los tiempos oficiales de reproducción y espera son los siguientes:
- Tiempo de conversación máximo de 6 horas.
- Tiempo de espera máximo de 475 horas (19.8 días).
- Tiempo de reproducción de música máximo de 40 horas.
- Tiempo de reproducción de video máximo de 6 horas.

## Redes
- GSM/GPRS/EDGE: 850, 900, 1800, 1900 MHz
- UMTS/HSPA: 850, 900, 1900, 2100 MHz
- W-CDMA: Banda I, II, V y VIII
- HSDPA: 14.4 Mbit/s
- HSUPA:5.76 Mbit/s

## Recepción
Tras su lanzamiento en marzo de 2012, el Sony Xperia sola ha recibido una buena aceptación entre el público y analistas expertos, quienes coinciden que posee un buen hardware a pesar de ser catalogado como gama alta. La innovadora característica Floating touch y sus posibles aplicaciones futuras a esta tecnología, ha generado alto interés entre los desarrolladores de software. También ha sido elogiado el hecho de poseer la ranura de expansión de memoria por tarjetas microSD/microSDHC, característica que no poseen los otros dispositivos de la línea NXT de Xperia(Sony Xperia U, Sony Xperia P y Sony Xperia S. Sin embargo, las características que han sido criticadas son la falta de cámara frontal y la batería no extraíble.